# Raffaele Nogaro
(Giuseppe Santonastaso a papa Giovanni Paolo II)
Raffaele Nogaro (Gradisca, 31 dicembre 1933) è un vescovo cattolico italiano, dal 25 aprile 2009 vescovo emerito di Caserta.

## Biografia
Nasce a Gradisca, frazione di Sedegliano, in provincia ed arcidiocesi di Udine, il 31 dicembre 1933 da Giacomo e Irene.
Il 29 giugno 1958 è ordinato presbitero, nella cattedrale di Udine, dall'arcivescovo Giuseppe Zaffonato.

### Ministero episcopale
Il 25 ottobre 1982 papa Giovanni Paolo II lo nomina vescovo di Sessa Aurunca; succede a Vittorio Maria Costantini, dimessosi per raggiunti limiti di età. Il 9 gennaio 1983 riceve l'ordinazione episcopale, nella cattedrale di Udine, dall'arcivescovo Alfredo Battisti, co-consacranti i vescovi Emilio Pizzoni e Vittorio Maria Costantini.
Il 20 ottobre 1990 è trasferito alla diocesi di Caserta; succede a Francesco Cuccarese, precedentemente nominato arcivescovo metropolita di Pescara-Penne. Il 16 dicembre seguente prende possesso della diocesi.
Nel suo lungo ministero pastorale si distingue soprattutto per la lotta alla camorra e la difesa dei deboli, in particolare degli stranieri.
Il 25 aprile 2009 papa Benedetto XVI accoglie la sua rinuncia, presentata per raggiunti limiti d'età; gli succede Pietro Farina, fino ad allora vescovo di Alife-Caiazzo. Rimane amministratore apostolico della diocesi fino all'ingresso del successore, avvenuto il 5 luglio seguente.
Nonostante le origini friulane, da vescovo emerito decide di rimanere a vivere a Caserta, dove continua le sue battaglie per la legalità.

## Posizioni morali, sociali e su temi politici

### La lotta contro la camorra
(Roberto Saviano)

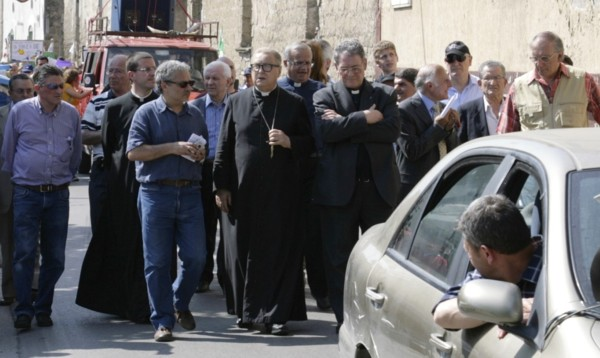
Mons. Nogaro ad un corteo nel 2007

In entrambe le diocesi nelle quali ha prestato servizio, don Raffaele (così si è sempre fatto chiamare) ha combattuto con forza la camorra, denunciando la diffusa illegalità presente nella società e nell'amministrazione del territorio. Non ha risparmiato critiche alle gerarchie ecclesiastiche, colpevoli di non aver condannato la criminalità organizzata, e alla politica locale e nazionale per i numerosi episodi di corruzione.
La sua figura è stata indicata da Roberto Saviano come esempio di impegno nel contrasto alla camorra. Al centro della sua opera pastorale ha posto i valori evangelici di libertà e dignità della persona, minacciati dalla violenza fisica ed etica della criminalità.
Nel 2010 lancia un appello per la chiusura delle cave scavate nei monti Tifatini che - oltre a deturpare il paesaggio - sono ritenute pericolose per la sicurezza e la salubrità dell'area che comprende i comuni di Maddaloni e Caserta.
È un acceso sostenitore della canonizzazione di don Peppe Diana.

### L'accoglienza ai migranti

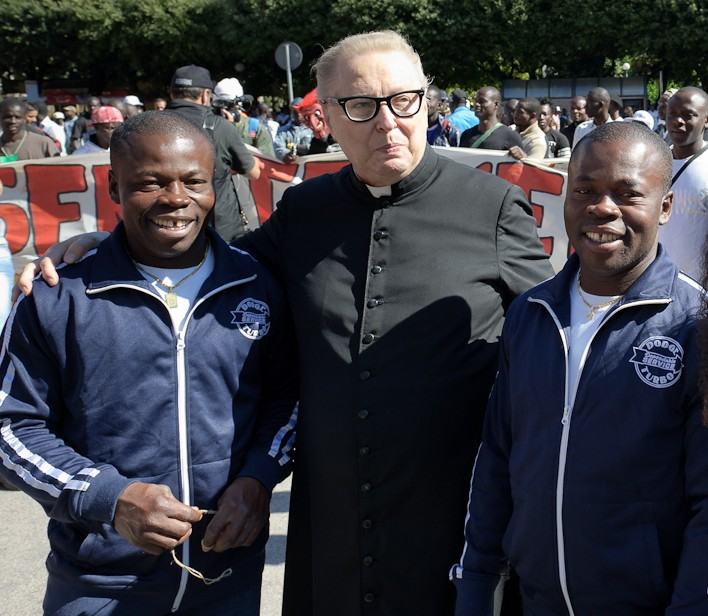
Mons. Nogaro con due migranti nel 2014

Membro della Commissione Ecclesiale per le Migrazioni, l'organismo della CEI preposto al sostegno e al coordinamento della pastorale migratoria, il vescovo Nogaro ha costantemente operato per l'accoglienza e l'integrazione degli immigrati, con particolare riguardo ai rifugiati.
In questa azione è stato affiancato da suor Rita Giaretta della Comunità Rut e da padre Alex Zanotelli.
Nel 2000 la regione Campania gli ha conferito il premio Campania per la Pace e per i diritti umani, assieme a Nelson Mandela e Daisaku Ikeda, per aver promosso una pluralità di iniziative finalizzate alla mediazione e alla solidarietà.
La sua sensibilità verso i diritti dei migranti lo ha portato a definire «disumana» la legge Bossi-Fini.

### Per la pace

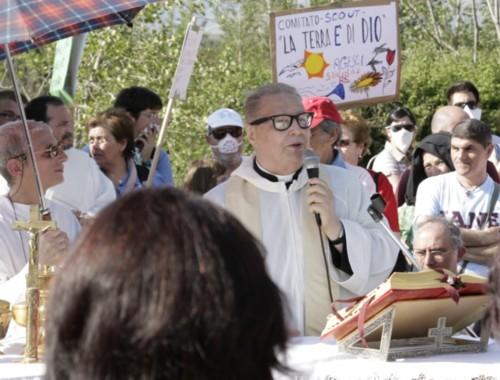
Mons. Nogaro durante una messa nel 2007

Convinto pacifista, nel 2001, all'indomani del voto parlamentare che approvò l'intervento militare italiano in Afghanistan, mons. Nogaro affermò che i cristiani devono sempre schierarsi contro la guerra, biasimò inoltre i parlamentari cattolici per essersi espressi a favore. L'episodio scatenò un duro botta e risposta tra il vescovo e il presidente emerito Francesco Cossiga.
Nel novembre 2003 - dopo l'attentato alla base italiana del Carabinieri a Nāṣiriya che costò la vita a 17 militari e 2 civili - pronunciò un'omelia nella quale invitò a considerare i morti come delle vittime, evitando la retorica bellica dell'eroismo, che avrebbe suscitato solo intenti di vendetta e ulteriori uccisioni. La dichiarazione ha destato polemiche da parte di molti esponenti politici.

## Genealogia episcopale
La genealogia episcopale è:
- Cardinale Scipione Rebiba
- Cardinale Giulio Antonio Santori
- Cardinale Girolamo Bernerio, O.P.
- Arcivescovo Galeazzo Sanvitale
- Cardinale Ludovico Ludovisi
- Cardinale Luigi Caetani
- Cardinale Ulderico Carpegna
- Cardinale Paluzzo Paluzzi Altieri degli Albertoni
- Papa Benedetto XIII
- Papa Benedetto XIV
- Cardinale Enrico Enriquez
- Arcivescovo Manuel Quintano Bonifaz
- Cardinale Buenaventura Córdoba Espinosa de la Cerda
- Cardinale Giuseppe Maria Doria Pamphilj
- Papa Pio VIII
- Papa Pio IX
- Cardinale Alessandro Franchi
- Cardinale Giovanni Simeoni
- Cardinale Antonio Agliardi
- Cardinale Basilio Pompilj
- Cardinale Adeodato Piazza, O.C.D.
- Vescovo Girolamo Bartolomeo Bortignon, O.F.M.Cap.
- Arcivescovo Alfredo Battisti
- Vescovo Raffaele Nogaro

## Opere
- Giuliana Martirani, Raffaele Nogaro e Sergio Tanzarella, Rompere gli ormeggi. Perché nessuno al Sud sia senza speranza, Il Pozzo di Giacobbe, 2010.
- Raffaele Nogaro e Orazio La Rocca, Ero straniero e mi avete accolto. Il Vangelo a Caserta, Laterza, 2011.
- Raffaele Nogaro, Peppino Diana il martire di terra di lavoro, Il Pozzo di Giacobbe, 2014.
- Raffaele Nogaro e Patrizio Ranieri Ciu, Passi Scelti, FW Produzioni per Rivoluzioni Editoriali, 2022, ISBN 978-88-946864-1-8.